# Europeiska kemikaliebyrån
Europeiska kemikaliebyrån (engelska: European Chemicals Bureau, ECB) var en organisation som ägnade sig åt data om, och utvärderingsprocedurer för farliga kemikalier inom Europeiska unionen. Byrån upphörde år 2008. ECB var lokaliserat i Ispra, Italien och ingick i Institutet för hälsa och konsumentskydd (IHCP) som är ett av instituten inom det Gemensamma forskningscentret (JRC) inom Europeiska kommissionen.
En del av ECB:s aktiviteter togs över av Europeiska kemikaliemyndigheten (ECHA); andra stannade kvar inom det Gemensamma forskningscentrets Institutet för hälsa och konsumentskydd.
| Europeiska flaggan | EU-portalen – temasidan för Europeiska unionen på svenskspråkiga Wikipedia. |